# Myriam Bédard
Myriam Bédard (L'Ancienne-Lorette, 22 dicembre 1969) è un'ex biatleta e dirigente sportiva canadese.

## Biografia

### Carriera sportiva
In Coppa del Mondo ottenne il primo risultato di rilievo il 17 gennaio 1991 a Ruhpolding (7ª) e la prima vittoria, nonché primo podio, il 19 gennaio successivo nella medesima località.
In carriera prese parte a tre edizioni dei Giochi olimpici invernali, Albertville 1992 (12ª nella sprint, 3ª nell'individuale, 11ª nella staffetta), Lillehammer 1994 (1ª nella sprint, 1ª nell'individuale, 15ª nella staffetta) e Nagano 1998 (32ª nella sprint, 50ª nell'individuale, 17ª nella staffetta) e a sette dei Mondiali, vincendo due medaglie.

### Carriera dirigenziale
Nel 2004 divenne la prima donna a far parte del consiglio esecutivo dell'Unione Internazionale Biathlon.

### Vertenze giudiziarie
Nel 2004 fu implicata nello scandalo Sponsorgate che coinvolse l'ex primo ministro canadese Jean Chrétien, avendo dichiarato di essere stata costretta a lasciare il suo lavoro a VIA Rail nel 2002 per essersi opposta ai presunti finanziamenti illeciti al partito di governo, senza tuttavia che le sue dichiarazioni (incluse altre che coinvolgevano personalità canadesi di spicco) trovassero conferma.
L'8 dicembre del 2006 venne arrestata a Washington, negli Stati Uniti, con l'accusa di aver rapito la sua stessa figlia undicenne, affidata al padre. Tenuta agli arresti fino all'estradizione in Canada, nel gennaio del 2007, fu in seguito condannata a due anni di libertà condiziata.

## Palmarès

### Olimpiadi
- 3 medaglie
  - 2 ori (sprint[4], individuale[4] a Lillehammer 1994)
  - 1 bronzo (individuale ad Albertville 1992)

### Mondiali
- 2 medaglie:
  - 1 oro (sprint[4] a Borovec 1993)
  - 1 argento (individuale[4] a Borovec 1993)

### Coppa del Mondo
- Miglior piazzamento in classifica generale: 2ª nel 1991 e nel 1993
- 7 podi (tutti individuali[1]), oltre a quelli ottenuti in sede olimpica e iridata e validi anche ai fini della Coppa del Mondo:
  - 2 vittorie
  - 4 secondi posti
  - 1 terzi posti

#### Coppa del Mondo - vittorie
| Data            | Località   | Nazione  | Specialità |
| --------------- | ---------- | -------- | ---------- |
| 19 gennaio 1991 | Ruhpolding | Germania | SP         |
| 1991            | Oberhof    | Germania | IN         |

Legenda:

SP = sprint

IN = individuale

## Riconoscimenti
- Trofeo Lou Marsh[2] 1994
- Trofeo Velma Springstead[2]